# Lasaki (Miejsce Odrzańskie)
Lasaki – część wsi Miejsce Odrzańskie w Polsce, położona w województwie opolskim, w powiecie kędzierzyńsko-kozielskim, w gminie Cisek.
W latach 1975–1998 Lasaki należały administracyjnie do ówczesnego województwa opolskiego.